# Kommando Informationstechnik der Bundeswehr
Das Kommando Informationstechnik der Bundeswehr (KdoITBw) entstand im Rahmen eines feierlichen Übergabeappells am 30. Juni 2017 durch Umbenennung des Führungsunterstützungskommandos der Bundeswehr. Gleichzeitig wurde das neue Kommando dem Kommando Cyber- und Informationsraum unterstellt.
Das KdoITBw wurde durch einen Generalmajor geführt, der über den Inspekteur des Cyber- und Informationsraums dem Generalinspekteur der Bundeswehr für den Betrieb des IT-SysBw und damit für die Sicherstellung der Führungsfähigkeit der Streitkräfte in den Einsatzgebieten der Bundeswehr verantwortlich war.

## Gliederung

### Gliederung des Kommandos
Das KdoITBw gliederte sich wie folgt:
- Dienststellenleitung mit Stabsquartier
  - Abteilung Führung
  - Abteilung Einsatz, Rheinbach Tomburg-Kaserne
  - Abteilung Ausbildung ITBw
  - Abteilung Weiterentwicklung

### Unterstellte Dienststellen
Das KdoITBw hatte zum 1. Juli 2017 die Führung sämtlicher Führungsunterstützungskräfte der Streitkräftebasis (SKB) der Bundeswehr übernommen.
- Betriebszentrum IT-System der Bundeswehr (BtrbZ IT-SysBw) in Rheinbach, Tomburg-Kaserne
- Dienstältester Deutscher Offizier/Deutscher Anteil 1st NATO Signal Battalion (DDO/DtA 1st NSB) in Wesel
- Informationstechnikbataillon 281 (ITBtl 281) in Gerolstein
- Informationstechnikbataillon 282 (ITBtl 282) in Kastellaun
- Informationstechnikbataillon 292 (ITBtl 292) in Dillingen an der Donau
- Informationstechnikbataillon 293 (ITBtl 293) in Murnau am Staffelsee
- Informationstechnikbataillon 381 (ITBtl 381) in Storkow (Mark)
- Informationstechnikbataillon 383 (ITBtl 383) in Erfurt
- Schule Informationstechnik der Bundeswehr (ITSBw) in Pöcking
- Zentrum für Cyber-Sicherheit der Bundeswehr (ZCSBw) in Euskirchen
- Zentrum für Softwarekompetenz der Bundeswehr (ZSwKBw) in Euskirchen-Flamersheim

## Führung
| Kommandeur                   | Kommandeur                            | Kommandeur          | Kommandeur        |
| Nr.                          | Name                                  | Beginn der Amtszeit | Ende der Amtszeit |
| ---------------------------- | ------------------------------------- | ------------------- | ----------------- |
| 2                            | Generalmajor Michael Färber           | 27. März 2019       | –                 |
| 1                            | Generalmajor Heinrich-Wilhelm Steiner | Januar 2013         | 27. März 2019     |
| Stellvertretender Kommandeur |                                       |                     |                   |
| Nr.                          | Name                                  | Beginn der Amtszeit | Ende der Amtszeit |
| 3                            | Brigadegeneral Dietmar Mosmann        | Oktober 2017        | –                 |
| 2                            | Oberst Ralf Hoffmann                  | Oktober 2016        | Oktober 2017      |
| 1                            | Brigadegeneral Michael Färber         | Januar 2013         | Oktober 2016      |

## Geschichte
Das ehemalige FüUStgKdoBw wurde im Wesentlichen aus Teilen der Abteilung Führungsunterstützung/G6 des ehemaligen Streitkräfteunterstützungskommandos aufgestellt. Des Weiteren wurden weitere fachliche Zuständigkeiten für Einzelaufgaben aus dem Streitkräfteamt, dem ehemaligen Bundesamt für Informationsmanagement und Informationstechnik der Bundeswehr und den militärischen Organisationsbereichen sowie der Bereich Weiterentwicklung der Führungsunterstützungsschule der Bundeswehr im FüUstgKdoBw zusammengefasst und integriert.
Das Führungsunterstützungskommando der Bundeswehr war neben dem Logistikkommando der Bundeswehr und dem Kommando Territoriale Aufgaben der Bundeswehr eines von drei neuen im Jahr 2013 aufgestellten Fähigkeitskommandos der Streitkräftebasis.
Am 30. Juni 2017 erfolgte, im Rahmen eines feierlichen Appells, der Unterstellungswechsel zum Kommando Cyber- und Informationsraum bei gleichzeitiger Umbenennung in Kommando Informationstechnik der Bundeswehr.
Das Kommando befand sich im Zuge der Reform des Organisationsbereichs Cyber- und Informationsraum CIR 2.0 ab dem 29. März 2023 in Abwicklung. Die Informationstechnik-Bataillone und der Dienstälteste Deutsche Offizier/Deutsche Anteil 1st NATO Signal Battalion wechselten an diesem Tag unter das neu aufgestellte Kommando Informationstechnik-Services der Bundeswehr. Die offizielle Außerdienststellung erfolgte am 20. März 2024.

## Uniform und Abzeichen

Verbandsabzeichen KdoITBw

Die Soldaten aus der Teilstreitkraft Heer innerhalb des Kommandobereichs des KdoITBw tragen seit Dezember 2013 das neue Verbandsabzeichen (Ärmelabzeichen) des KdoITBw.
Das neue Verbandsabzeichen wurde durch den Bundespräsidenten als Änderung der Uniform genehmigt.
Der Hintergrund des Wappens ist gelb hinterlegt und mit einer silber-schwarz durchflochtenen Kordel umrandet. Der Bundesadler ist auf einem goldenen Mittelschild schwarz rot gold hinterlegt.